# Jalalõpe
Jalalõpe (Duits: Jallalepe) is een plaats in de Estlandse gemeente Järva, provincie Järvamaa. De plaats heeft de status van dorp (Estisch: küla).
Tot in oktober 2017 behoorde Jalalõpe tot de gemeente Järva-Jaani. In die maand ging Järva-Jaani op in de fusiegemeente Järva.

## Bevolking
Het dorp had 24 inwoners op 31 december 2011 en 27 inwoners op 31 december 2021.

## Ligging
Jalalõpe ligt ten noorden van Järva-Jaani, de hoofdplaats van de gemeente. De Tugimaantee 39, de secundaire weg van Tartu via Jõgeva naar Aravete, komt door Jalalõpe.

## Geschiedenis
Jalalõpe lag op het landgoed van Orgena ((Estisch: Orina). Het dorp heette achtereenvolgens Jallelep (1564), Jellalep (1616), Jallalep (1686) en Jalalõpe (1922, na de onteigening door het onafhankelijk geworden Estland). Het kwam in 1628 onder Orgena. In 1977 werd het dorp Orina bij Jalalõpe gevoegd, behalve het landhuis van het vroegere landgoed; dat ging naar Järva-Jaani.